# Semenářství
Semenářství je soustava opatření zahrnující organizaci a postupy udržovacího šlechtění, množení a obměny osiva. Je odvětvím rostlinné výroby zabývající se pěstováním hospodářských, lesních a zahradních rostlin na semeno jako množitelský materiál. Semenářství také zajišťuje systém kontroly pravosti a kvality, uznáváním byl pověřen ústav Ústřední kontrolní a zkušební ústav zemědělský (ÚKZÚZ). Množením semen pro setbu se zabývají vybrané množitelské podniky. 
Semenářství zajišťuje rozmnožení uznaných pravých odrůd s typickými znaky. U rostlin je sklízeno semeno určené k setbě. Semenářství se nezabývá šlechtěním a křížením nových odrůd, to zajišťují šlechtitelské stanice. Dříve tak tomu bylo, jak naznačuje význam slova v publikaci Ottův slovník str. 827. „Semenářství hospodářských rostlin provozuje se u větších rozměrech teprve od 2. pol. XIX. stol., počátek výchovy obilin na semeno učiněn byl v Anglii Halletem, Webbem a bratřími Shirreffovými, kteří se přičinili o zušlechťování domácí pšenice a vypěstovali selekcí klasů a zrní a křížením odrůdy podle nich pojmenované.“
Ovocnářské semenářství je zaměřeno na získání semene ovocných rostlin, tedy například generativné množených podnoží. 